# Myelobia atrosparsellus
Myelobia atrosparsellus is een vlinder uit de familie van de grasmotten (Crambidae). De wetenschappelijke naam van de soort is voor het eerst gepubliceerd in 1863 door Francis Walker als Crambus ? atrosparsellus.
De soort komt voor in Brazilië.